# Остров Аделаиды
О́стров Аделаи́ды — необитаемый остров архипелага Земля Франца-Иосифа. Наивысшая точка острова — 48 метров. Административно относится к Приморскому району Архангельской области России.

## Расположение
Остров расположен в северо-восточной части архипелага в водах пролива Сарса. Входит в состав островов Белая Земля. На расстоянии 3,5 километра к северо-востоку расположен остров Ева-Лив, в 3,3 километрах к югу — остров Фреден.

## Описание
Остров имеет круглую форму диаметром 2 километра. Вся его территория покрыта льдом.
Назван в честь матери Нансена — Аделаиды Юханны Теклы.